# Robert Mugabe
Robert Gabriel Mugabe (født 21. februar 1924, død 6. september 2019) var politiker og regeringsleder i Zimbabwe (det tidligere Sydrhodesia). Han tiltrådte i 1980, først som premierminister og senere som præsident. Han blev sat i husarrest af enheder i Zimbabwes militær den 14. november 2017 og afsat som leder af ZANU (PF) den 19. november 2017, hvorpå vicepræsident Emmerson Mnangagwa blev leder af partiet. Den 21. november 2017 meddelte formanden for Zimbabwes parlament, at Mugabe trådte tilbage som præsident.
Hans diktatoriske styre blev mødt med international fordømmelse og stigende isolation på grund af effektiv undertrykkelse af al opposition og racistisk forfølgelse af landets hvide minoritet. Mugabe var en af de vigtigste repræsentanter for etnisk nationalisme i Afrika og kendt for sit slagord "Afrika for afrikanere".

## Politik
Han var i 1960'erne leder for Zimbabwe African National Union (Patriotic Front), ZANU(PF), og han var leder af guerrilla-krigen mod de hvide minoriteter i Rhodesia i krigen i 1964-1979.
Mugabe var en kontroversiel og polariserende personlighed. Han var af mange i den afrikanske offentlighed anset for at være en helt og forkæmper for uafhængighed. Andre afrikanske kommentatorer var kritiske over for ham, specielt siden Operation Murambatsvina i 2005, som var et forsøg på at rydde op i slumkvarterer rundt omkring i landet. Stor modstand mødte Mugabe fra USA, Europa og britisk Commonwealth-lande. De primære kritikpunkter de seneste år var korruption, undertrykkelse af politisk opposition, udskydelse af landreformer, dårlig økonomi og menneskerettighedsproblemer. Ifølge kritikere førte Mugabes regeringsførelse og politik til økonomisk krise og massiv hungersnød de seneste ti år. Zimbabwe havde den højeste inflation i verden.
Mugabe blev i 1994 slået til ridder af Elizabeth 2. af Storbritannien. Denne ærestitel fik han frataget i juni 2008 på grund af vold mod oppositionen i Zimbabwe efter den britiske udenrigsministers påstand.
Mugabe besøgte Danmark i 1995 i forbindelse med Verdenstopmødet om social udvikling.
Den 6. november 2017 vakte Mugabe røre, da han valgte at fyre vicepræsident Emmerson Mnangagwa, hvilket udløste en politisk krise i landet. En uge efter, 14. november, blev han sat i husarrest sammen med Grace Mugabe af militæret, og den 16. november begyndte forhandlinger mellem Mugabe og militæret. Ved forhandlingerne deltog blandt andet også forsvarsminister Sydney Sekeramayi og statssikkerhedssminister Kembo Mohadi samt fra Sydafrika forsvarsminister Nosiviwe Mapisa-Nqakula og statssikkerhedsminister Bongani Bongo.

## Privatliv

### Ægteskab og børn
Ifølge journalisten Heidi Holland var Mugabes første kone, Sally Hayfron, hans "fortrolige og eneste virkelige ven",  samt "et af de få mennesker, der kunne udfordre Mugabes ideer uden at fornærme ham". Deres eneste søn, Michael Nhamodzenyika Mugabe, blev født den 27. september 1963 og døde den 26. december 1966 af malaria i Ghana, hvor Sally arbejdede mens Mugabe sad i fængsel. Sally Mugabe var uddannet lærer og brugte blandt andet sin stilling som uafhængig politisk aktivist. Mugabe opfordrede Zimbabwes medier til at omtale konen som "Amai" ("nationens moder"), selvom mange zimbabwere ikke brød sig om, at hun var udlænding. Hun blev udnævnt til leder af ZANU-PF's kvindelige liga og var involveret i en række velgørenhedsoperationer, selvom det blandt mange blev opfattet som korruption. Under Mugabes tid som premierminister led hun af nyresvigt og måtte i første omgang rejse til Storbritannien for dialyse, indtil Christopher Soames fik sendt en dialysemaskine til Zimbabwe.
Mens Mugabe var gift med Hayfron, begyndte han i 1987 en affære med sin sekretær, Grace Marufu, som var 41 år yngre end ham selv, og hun var på det tidspunkt gift med Stanley Goreraza. I 1988 fødte hun en datter, Bona, og i 1990 fødte hun en søn, Robert. Forholdet blev holdt hemmelig for den zimbabwiske offentlighed, selvom Hayfron kendte til affæren.
Ifølge Hayfrons niece, Patricia Bekele, som hun var særlig tæt på, var Hayfron ikke glad for at Mugabe havde en affære med Marufu, men "hun gjorde, hvad hun plejede at fortælle mig at gøre: 'Tal til din pude, hvis du har problemer i dit ægteskab. Ydmyg aldrig nogensinde din mand.' Hendes motto var at fortsætte i nådig stil." Hayfron døde i 1992 af en kronisk nyresygdom.
Efter Hayfrons død i 1992 blev Mugabe og Marufu gift ved en stor katolsk bryllupsceremoni i august 1996.
Som Zimbabwes førstedame fik Grace et ry for sin kærlighed til luksus, særligt inden for shopping, tøj og smykker. Det overdådige privatforbrug førte til hendes kælenavn "Gucci Grace". Hun fik ligesom Hayfron et ry for korruption. I 1997 fødte Grace Mugabe parrets tredje barn Chatunga Bellarmine.
Robert Mugabe Junior og hans lillebror Chatunga Bellarmine er kendt for at vise deres overdådige livsstil på sociale medier, hvilket har ført til beskyldninger fra Tendai Biti, der mener de spilder Zimbabwes skattepenge.